# Obszar spisowy Dillingham
Obszar spisowy Dillingham (ang. Dillingham Census Area) – obszar spisu powszechnego (ang. census area) w Stanach Zjednoczonych położony w stanie Alaska i wchodzący w skład okręgu niezorganizowanego.
Obszar spisowy Dillingham położony jest nad Zatoką Bristolską. Największym miastem położonym na obszarze jest Dillingham.
Zamieszkany przez 4607 mieszkańców (w 2010 było to 4847). Z gęstością zaludnienia 0,096 os./km², jest 11. najsłabiej zaludnionym obszarem w Stanach Zjednoczonych. Największy odsetek ludności stanowią rdzenni mieszkańcy (72,7%) oraz ludność biała (14,5%) i Latynosi (3,7%).
Największe członkostwo według danych z 2020 roku, deklarują: Kościół Prawosławny (24,4%), Bracia morawscy i Kościół Adwentystów Dnia Siódmego (łącznie ok. 10%), inne kościoły protestanckie (ponad 5%) i Kościół katolicki (1,8%).  